# تومی پوتانسو
تومی پتری پوتانسو (به فنلاندی: Tomi Petteri Putaansuu) که بیشتر با نام آقای لُردی (Mr. Lordi) شناخته می‌شود بنیان‌گذار و خوانندهٔ گروه فنلاندی لُردی است.

پوتانسو که از دوران نوجوانی به هارد راک علاقه‌مند بود، یکی از هواداران گروه کیس است.
او در تورنیو در رشتهٔ فیلم‌سازی تحصیل کرد و اولین ویدئوی لردی را هم همان‌جا ساخت.
گروه لردی در سال ۲۰۰۶ موفق شد در پنجاه و یکمین دوره مسابقهٔ یوروویژن که در یونان برگزار شد، با کسب ۲۹۲ امتیاز، اولین گروه برنده از کشور فنلاند در طول تاریخ برگزاری رقابت‌های یوروویژن باشد.

در همان سال یک مجلهٔ فنلاندی به نام «۷ روز» (به فنلاندی: Seiska) تصویر بدون گریم آقای لردی را در مجله چاپ کرد که باعث اعتراض مخاطبان شد. هیچ‌یک از اعضای گروه تا به آن‌روز بدون تجهیزات عجیب و گریم‌های وحشتناک‌شان در دید عموم ظاهر نشده بودند. پی‌آمد این حرکت جسورانه لغو تعداد زیادی از اشتراک‌ها از سوی مشترکان نشریه و فسخ قرارداد آگهی‌های تبلیغاتی، از سوی دو شرکت طرف قراردادشان بود.